# 捷列克蘇維埃共和國

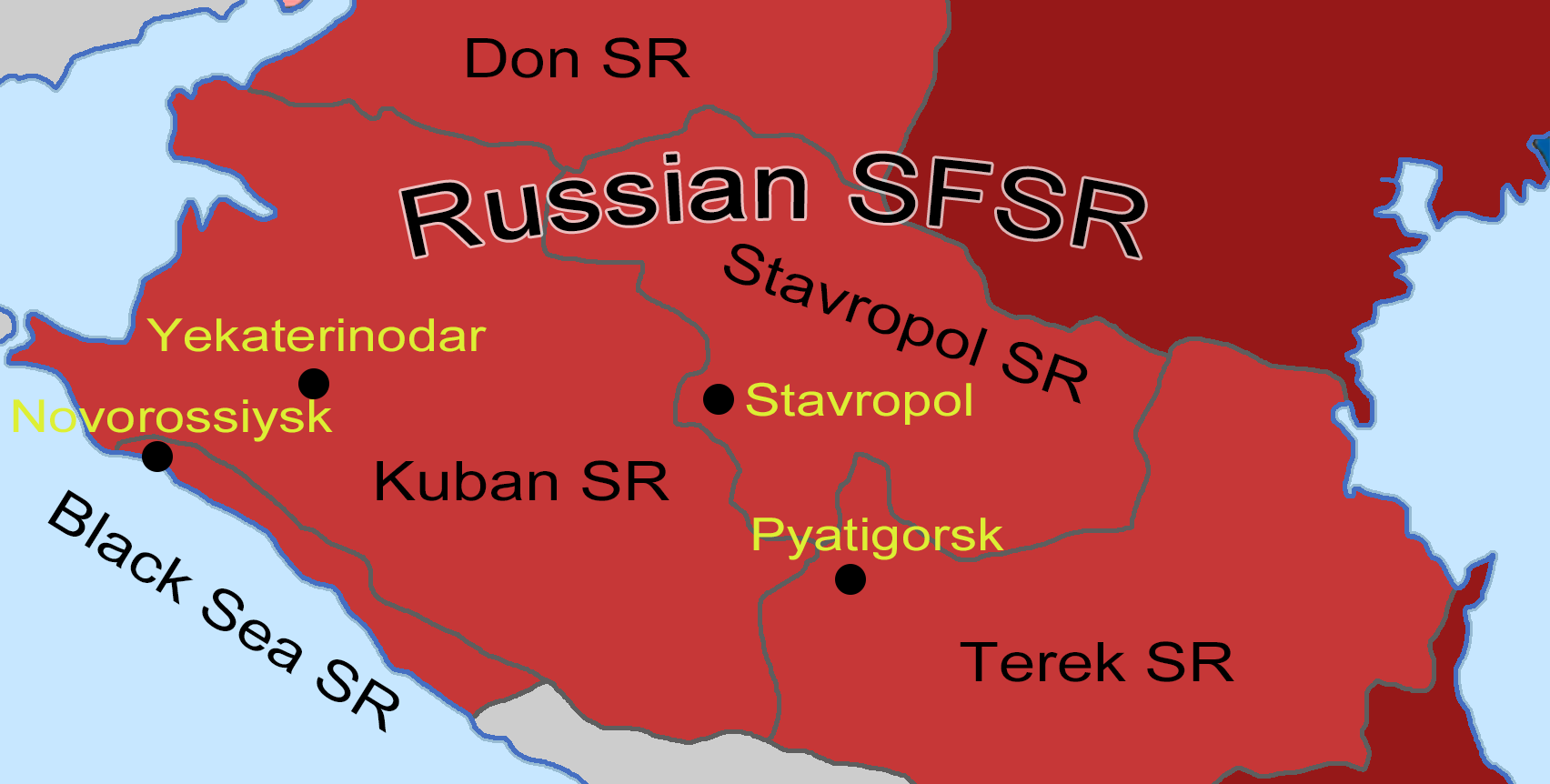
捷列克蘇維埃共和國的位置

捷列克蘇維埃共和國（俄语：Терская Советская Республика），又称捷列克人民共和國，是1918年3月至1919年2月期間在舊俄羅斯帝國捷列克州存在的一個國家，是蘇俄的構成國家之一。1918年7月時被併入北高加索蘇維埃共和國。